# Kołbiel (gmina)
Pour les articles homonymes, voir Kołbiel.
Kołbiel est une gmina rurale (gmina wiejska) de la powiat d'Otwock, dans la Voïvodie de Mazovie, dans le centre-est de la Pologne.
Son siège administratif (chef-lieu) est le village de Kołbiel, qui se situe environ 10 kilomètres à l'est d'Otwock (siège de la powiat) et 37 kilomètres au sud-est de Varsovie (capitale de la Pologne).
La gmina couvre une superficie de 106,44 km2 pour une population de 7 980 habitants en 2006.

## Histoire
De 1975 à 1998, la gmina est attachée administrativement à la voïvodie de Siedlce.

Depuis 1999, elle fait partie de la voïvodie de Mazovie.

## Géographie
La gmina inclut les villages et localités de :
- Antoninek
- Bocian
- Borków
- Chrosna
- Chrząszczówka
- Człekówka
- Dobrzyniec
- Gadka
- Głupianka
- Gózd
- Karpiska
- Kąty
- Kołbiel
- Lubice
- Nowa Wieś
- Oleksin
- Podgórzno
- Radachówka
- Rudno
- Rudzienko
- Sępochów
- Siwianka
- Skorupy
- Stara Wieś Druga
- Sufczyn
- Teresin
- Władzin
- Wola Sufczyńska

### Gminy voisines
La gmina de Kołbiel est voisine des gminy suivantes :
- Celestynów
- Mińsk Mazowiecki
- Osieck
- Pilawa
- Siennica
- Wiązowna

## Structure du terrain
D'après les données de 2002, la superficie de la commune de Kołbiel est de 106,44 km2, répartis comme tel :
- terres agricoles : 71,5%
- forêts : 19,9%

La commune représente 17,3% de la superficie du powiat.

## Démographie
Données du 31 décembre 2012 :
| Description        | Total  | Total | Femmes | Femmes | Hommes | Hommes |
| ------------------ | ------ | ----- | ------ | ------ | ------ | ------ |
| Unité              | Nombre | %     | Nombre | %      | Nombre | %      |
| Population         | 8 111  | 100   | 4 110  | 50,7   | 4 001  | 49,3   |
| Densité (hab./km²) | 76,2   | 76,2  | 38,6   | 38,6   | 37,6   | 37,6   |